# Alwin Otten
Alwin Otten (9 de abril de 1963) es un deportista alemán que compitió para la RFA en remo. Ganó cinco medallas en el Campeonato Mundial de Remo entre los años 1985 y 1989.

## Palmarés internacional
| Campeonato Mundial | Campeonato Mundial       | Campeonato Mundial | Campeonato Mundial        |
| Año                | Lugar                    | Medalla            | Prueba                    |
| ------------------ | ------------------------ | ------------------ | ------------------------- |
| 1985               | Malinas (Bélgica)        | Medalla de oro     | Cuatro sin timonel ligero |
| 1986               | Nottingham (Reino Unido) | Medalla de plata   | Ocho con timonel ligero   |
| 1987               | Copenhague (Dinamarca)   | Medalla de plata   | Ocho con timonel ligero   |
| 1988               | Milán (Italia)           | Medalla de oro     | Scull individual ligero   |
| 1989               | Bled (Yugoslavia)        | Medalla de bronce  | Scull individual ligero   |